# Бијела џамија у Сребреници
Бијела џамија или Хаџи Скендер-бегова џамија у Сребреници један је од 23 верска објекта муслиманске вероисповести на подручју Општине Сребреница. Изграђена је у 17. веку на рушевинама дубровачке цркве Светог Николе, након одласка Фрањеваца из Сребренице. Након што је до темеља порушена 1995. године у рату на простору Босне и Херцеговине, обновљена је донацијом Малезијске владе и поново отворена 28. септембра 2002. године.

## Историја
Бијела џамија или Хаџи Скендер-бегова џамија у Сребреници изграђена је с краја 17. века на рушевинама дубровачке цркве Светог Николе, након одласка Фрањеваца из Сребренице са аустријском војском, 1866 године. Како одласком католика Цркву више није имао ко обнављати а у Сребреници, се муслиманско становништво стално увећавало због прилива избјеглица са територија које је од Османлија заузимала Аустрија, донета је одлука да се на њеном месту подигне џамија.
На првобитну фрањевачку грађевину османлијски градитељи изградили су оквир улаза у Белу џамију, мунару и михраб који је окренут према Каби којој се верници окрећу у обављању молитве. Према одређеним назнакама, османлијски градитељи одлучили су се за скраћење арене тадашње цркве Светог Николе, тако да су првобитни објекат значајно смањили.
| „ | У њој су се некада видели делови лађе једне цркве којој је одсечено светиште и преиначено западно прочеље. Дворана, како је била сачувана, правоуглог је облика са по два пиластра на дужним странама који прерастају у оштро засведена појачања свода. Сам свод је такође готички оштро засведене. Оквир улаза изграђен је у турско доба. Партерни део мунаре чини се као да је стара градња, иако не оставља утисак да је то грађевина истовремена са црквом. Михраб се налазио у источној половини југоисточног зида који је накнадно изграђен, и чија дебљина износи готово половину дебљине старих зидова. Свакако бисмо на спојним местима зачелног зида и бочних зидова могли очекивати још један пар пиластара, који су, вероватно приликом преградње, порушени. | ” |

У свом Путопису из 1660.године Евлија Челебија пише да је „Сребреница тада била развијена касаба од шест махала са шест џамија, једном текијом, три мектеба, једним ханом и једним јавним купатилом, те са седамдесет еснафских дућана.” Међу те џамије није убројана данашња Бијела џамија.
На џамији су 1935. године изведени обимнији радови на рестаурацији и проширењу за још једну дворану. Такође се и њен спољни изглед тада знатно променио, а мунара се нашла на средини објекта.
У дворишту џамије налази се старо мезарје-шехитлуке на којем су вековима сахрањивани Сребреничани исламске вероисповести.
Војска и Полиција Републике Српске порушиле је Бијелу џамију до темеља 1995. године. Обновљена је донацијом Малезијске владе и поново отворена 28. септембра 2002. године.